# Габриели, Джованни
Джованни Габрие́ли (итал. Giovanni Gabrieli; около 1555, Венеция — 12 августа 1612, там же) — итальянский композитор и органист.

## Биография
Племянник Андреа Габриели. Один из основоположников стиля кончертато. Он был одним из самых влиятельных музыкантов своего времени.
В 1575—1579 годах работал в мюнхенской герцогской капелле и учился у Орландо Лассо. В 1585—1612 годах — органист собора св. Марка в Венеции, где среди его учеников был Генрих Шютц.
Одним из первых начал фиксировать в нотах динамические нюансы piano и forte (Sonata pian' e forte, 1597).

## Творчество
Джованни Габриели оставил наследие во многих жанрах и техниках, присущих его времени. Считается одним из основоположников стиля кончертато, который воплощал в технике так называемой венецианской многохорной полифонии. Наиболее известные примеры — сборники хоровой музыки «Духовные симфонии»: первый под названием «Sacrae symphoniae» опубликован в 1597, второй — «Symphoniae sacrae» (sic, существительное и прилагательное поменялись местами) — в 1615. Второй сборник содержит преимущественно мотеты, и кроме того 3 магнификата. Первый сборник более пёстрый по жанровому составу, кроме мотетов он включает 2 магнификата, части ординария мессы (Kyrie, Gloria, Sanctus), 14 инструментальных канцон и 2 «сонаты». Хоровая полифония в первом сборнике по большей части — моноритмическая силлабика (что, вероятно, обусловлено задачей внятности текста в пространстве большого храма), во втором сборнике старогомофонная фактура изобретательно сочетается с имитационной, а сольное пение эффектно противопоставлено звучанию хоров.
Одним из первых Джованни Габриели начал фиксировать в нотах динамические нюансы piano и forte, знаменитый пример — Sonata pian' e forte (1597).

## Сочинения (выборка)
Духовная музыка:
- Мотеты и инструментальные пьесы в двух сборниках «Symphoniae sacrae» (Духовные симфонии; два сборника: 1597 и 1615):

- 45 мотетов на 6-16 голосов в сборнике «Духовные симфонии I» (1597).
- 26 мотетов в сборнике «Духовные симфонии II» (1615).

- 93 мотета
- части ординария мессы (Kyrie, Gloria, Sanctus)
- магнификаты, литания

Светская музыка:
- 30 мадригалов
- 50 ансамблевых канцон и сонат
- 60 ричеркаров, канцон, токкат для органа